# Kisharckocsi

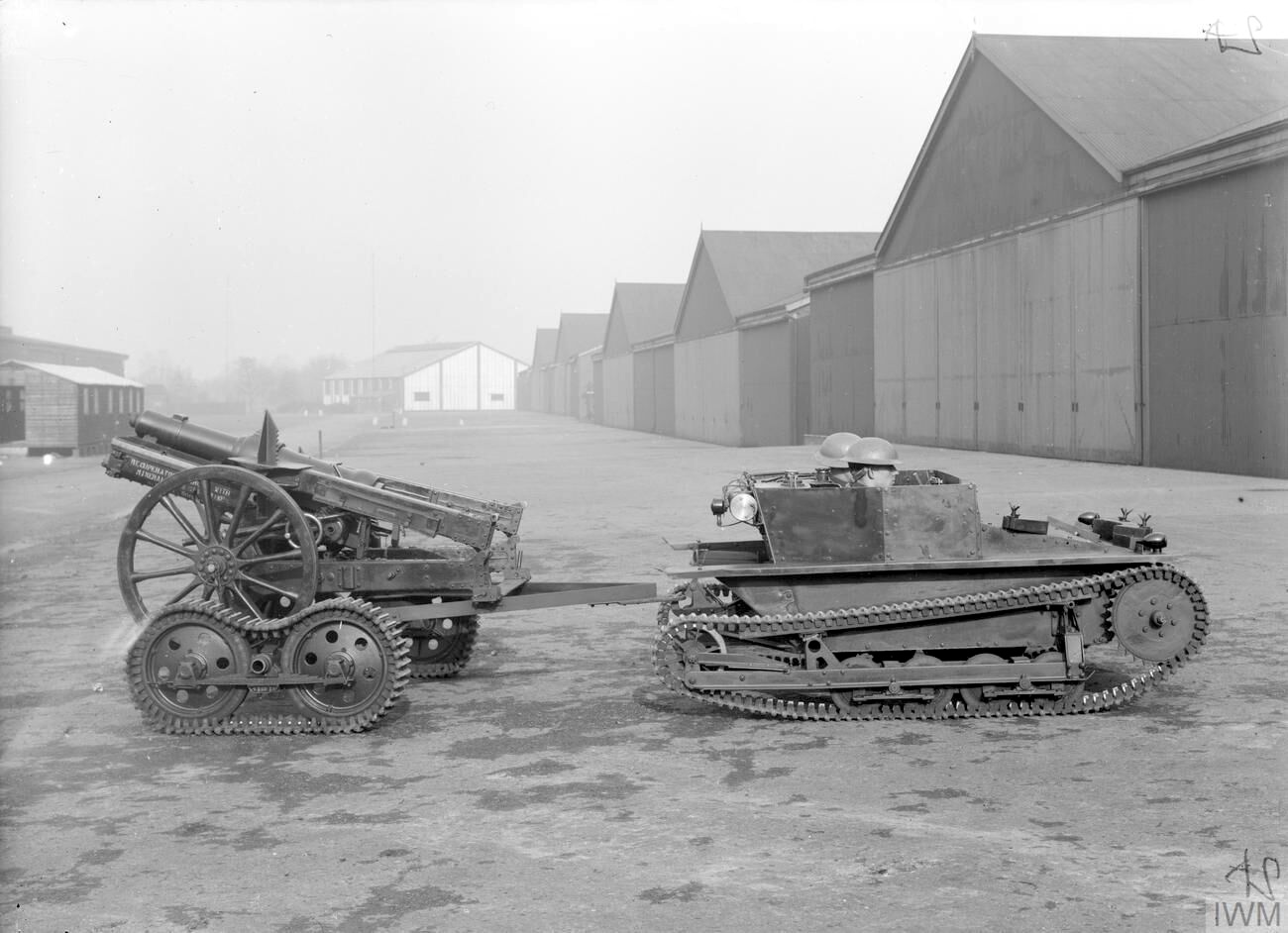
Tüzérségi vontatóként használt Carden Loyd kisharckocsi 1929 körül

A kisharckocsi vagy tanketta kisméretű, általában egy–két fő szállítására alkalmas, géppuskával felszerelt, a gyalogság támogatására és felderítésre alkalmazott könnyű páncélozott harcjármű. Az 1920–30-as évek elterjedt harcjárműve volt, de néhány típust még a második világháború első időszakában is használtak.
A személygépkocsi nagyságú kisharckocsik tömege nem érte el a 4 tonnát, jellemző harci tömegük 1,5–3,5 tonna közé esett. Többnyire toronnyal sem rendelkeztek, az egy-két géppuska alkotta fegyverzetet leggyakrabban kazamata-elrendezésben, a homlokpáncélba építették be.
Az első kisharckocsik közvetlenül az első világháború után jelentek meg, amikor egyes hadseregekben egyre nagyobb szerephez jutottak a gépesített alakulatok. Kezdetben csak mint a géppuskás katonák szállítására alkalmas, részlegesen páncélozott járművet használták. Az 1930-as években jelentek meg a teljesen páncélozott és beépített fegyverzettel is ellátott kisharckocsik. Az egyik legjellegzetesebb, klasszikussá vált, más országok számára is mintául szolgáló kisharckocsi volt az 1928-ban bemutatott Carden-Loyd Mark VI.
Az 1930-as évek közepére a kisharckocsikkal szerzett tapasztalatok azt mutatták, hogy gyenge páncélzatuk és terepjáró képességük, az elégtelen és a torony nélküli kialakítás következtében csak nehézkesen használható fegyverzet miatt korlátozott az alkalmazhatóságuk. Ezt bizonyították a spanyol polgárháború és a lengyelországi hadjárat tapasztalatai is. A kis mérete miatt azonban a felderítésre jól használható volt, sokat közülük pedig tüzérségi vontatóvá alakítva használták.

## Ismertebb típusok
- Franciaország: AMR 33, UE Chenillette
- Japán: 94-es típusú kisharckocsi
- Lengyelország: TKS/TK–3
- Magyarország: V–3 (vontató)
- Nagy-Britannia: Carden-Loyd Mark VI
- Olaszország: L3/33, L3/35
- Szovjetunió: T–27, T–37A, T–38, PPG